# Vaterpolski klub Gusar Mlini
Vaterpolski klub Gusar je vaterpolski klub iz Mlina.
Klupsko sjedište je na adresi Šetalište M. Marojice 24a, Mlini.
U Mlinima osim ovog kluba djeluje i klub FUN H20 Mlini u kojemu igraju uglavnom igrači potekli iz Gusara. FUN H20 Mlini osvojio je naslov pobjednika Divlje lige 2014., srebro godinu ranije, a broncu 1996. godine.

## Klupski uspjesi
Stabilan je hrvatski drugoligaš.

## Vanjske poveznice
VK "Gusar"